# Ave atque vale
Ave atque vale, también conocido como Carmen CI o por su catalogación como Catulo 101 es un poema elegíaco escrito por el poeta romano Cayo Valerio Catulo. Se dirige al fallecido hermano de Catulo, o, estrictamente hablando, a sus "mudas cenizas" que son la única evidencia que queda del difunto. Desde tiempos clásicos, la final frase del último verso se ha usado para marcar un fin y un principio, y fue ocasionalmente empleado al final de lápidas romanas.

## Análisis
El tono es desconsolado y tierno, con Catulo tratando de dar el mejor regalo que podía hacer —un poema— a su hermano, quien falleció prematuramente. Las últimas palabras, "Hola y adiós" (en latín, ave atque vale), se encuentran entre las más famosas de Catulo; una traducción moderna alternativa podría ser "Te saludo ... y adiós".
Catulo no estima fútiles los ritos fúnebres en sí mismos, pero plantea una "dolorosa antítesis" en «y vanamente hablarles a tus mudas cenizas.»
La métrica es el dístico elegíaco, que se empleaba habitualmente en la poesía amorosa, como los discursos de Catulo a Lesbia. Sin embargo, la copla elegíaca fue utilizada originalmente por los poetas griegos antiguos para expresar dolor y lamentación, lo que la convierte en una forma totalmente adecuada para expresar el luto de Catulo.

## Texto
Multās per gentēs et multa per aequora vectus

adveniō hās miserās, frāter, ad īnferiās,

ut tē postrēmō dōnārem mūnere mortis

et mūtam nēquīquam alloquerer cinerem

quandoquidem fortūna mihi tētē abstulit ipsum

heu miser indignē frāter adēmpte mihī

nunc tamen intereā haec, prīscō quae mōre parentum

trādita sunt tristī mūnere ad īnferiās,

accipe frāternō multum mānantia flētū.

Atque in perpetuum, frāter, avē atque valē.
Vía muchos mares y muchas tierras

vengo a estas tus exequias tristes, hermano,

para obsequiarte con el postrer regalo que se debe a los muertos

y vanamente hablarles a tus mudas cenizas,

puesto que la fortuna me ha arrebatado tu presencia.

Así cruelmente separado, hermano triste,

ahora, acepta al menos esta ofrenda,

que según la tradición de nuestros padres se tributa a los muertos,

repleta toda de fraternas lágrimas.

¡Y para siempre, hermano, recibe mi saludo y adiós!

1. El pronombre ipse (ipsum) en éste contexto contrasta las cenizas con el antiguo ser viviente: Oxford Latin Dictionary, (Oxford: Clarendon Press, 1982, reimpreso en 1985) p. 965: artículo sobre ipse, acepción 5.ª. ("la real").

## Otras elegías
Este es uno de los tres poemas en los que Catulo trata de hacer sobre a la pérdida de su hermano. Los otros poemas son Catulo 65 y 68B. Se desconoce la causa de la muerte de su hermano; aparentemente murió antes del 57 a. C. en Bitinia, en la provincia de Asia Menor, hoy al noroeste de la actual Turquía, cerca de la antigua ciudad de Troya.

## En la literatura moderna
Tennyson, inspirándose en sendos poemas de Catulo sobre su hermano y sobre la península de Sirmione, empleó el verso serpentino en su Frater Ave Atque Vale (1885).
Además de su inclusión entre las muchas traducciones de los poemas recopilados de Catulo, Catulo 101 aparece en Nox (2010), un libro de la poeta y clasicista canadiense Anne Carson que se presenta en formato de acordeón dentro de una caja. Nox se refiere a la muerte del propio hermano de Carson, a la que el poema de Catulo ofrece un paralelo. Carson proporciona el texto en latín de 101, anotaciones palabra por palabra y "una traducción cercana y casi incómoda".
El poema también fue adaptado en 1803 por el poeta italiano Ugo Foscolo como el soneto "In morte del fratello Giovanni", con la estrofa "Un dì, s'io non andrò semper fuggendo/di gente in gente...") que conmemora la muerte del hermano del poeta, Giovanni Foscolo.
Aubrey Beardsley hizo una traducción del poema, con un dibujo adjunto, que publicó en el volumen 8 de Savoy (noviembre de 1896).
También se utilizó como despedida de los cazadores de sombras en The Shadowhunter Chronicles de Cassandra Clare.

## Ambientaciones musicales
Este poema, traducido por Aubrey Beardsley, fue ambientado por el compositor Ned Rorem con el título "Catulo: Sobre el entierro de su hermano".  El grupo de música austriaco Dargaard ha interpretado este poema en una canción en su álbum Rise and Fall, nombrándolo "Ave Atque Vale". El compositor Frank Brickle lo preparó para voz y dos guitarras en homenaje a su mentor, Milton Babbitt. La banda noruega Tristania usó "ut te postremo donarem mortis" en el coro de la canción "Angina" del álbum Beyond the Veil (1999); la banda es famosa por usar los coros latinos en sus canciones.